# Colle di Paternò
Il colle di Paternò è una collina di origine vulcanica, situata nella zona ovest della città di Paternò, in provincia di Catania, della quale costituisce la parte alta e più antica, da cui la denominazione usuale di "collina storica".

## Storia e descrizione
Il sito fu probabilmente un vulcano preistorico spento, e la superficie infatti è caratterizzata dalla massiccia presenza di pietra lavica. Vi si sviluppò il nucleo originale della città di Paternò, ma  verso il XIV e il XV secolo con la rivoluzione urbanistica che interessò la città, il colle si spopolò rapidamente a favore della pianura sottostante.
Vi si trovano alcuni tra i più importanti monumenti storici della città etnea, gran parte dei quali risalenti all'epoca normanna, come il castello, simbolo della città fatto erigere nel 1072 da Ruggero I d'Altavilla, la chiesa di Santa Maria dell'Alto, la chiesa di Santa Maria della Valle di Josaphat, il complesso di San Francesco alla Collina.
Nel colle si trova anche il cimitero monumentale, che ospita qualche monumento e dove sono sepolti anche alcuni soldati ungheresi morti in prigionia a Paternò durante la grande guerra.
Vi si può accedere dalla parte bassa attraverso la scalinata settecentesca della Matrice, realizzata nel 1782. La costruzione di questa scalinata, consentì un relativo ripopolamento del colle e il recupero degli edifici storici. Un'ulteriore valorizzazione del sito si è avuta negli anni 1970, quando furono effettuati lavori per la costruzione di strade, dell'installazione dei lampioni per l'illuminazione pubblica e l'abbellimento degli edifici storici con il rinverdimento delle aree circostanti.